# اچ‌ام‌اس دوونشایر (۱۶۹۲)
اچ‌ام‌اس دوونشایر (۱۶۹۲) (به انگلیسی: HMS Devonshire (1692)) یک کشتی بود که طول آن ۱۵۴ فوت (۴۶٫۹ متر) بود.